# Czarnaziomauka (osiedle)
Czarnaziomauka (biał. Чарназёмаўка; ros. Чернозёмовка) – osiedle na Białorusi, w obwodzie mohylewskim, w rejonie mohylewskim, w sielsowiecie Daszkauka.
Znajduje tu się stacja kolejowa Czarnaziomauka, położona na linii Mohylew – Żłobin.